# Фрасін (Горж)
Фрасін (рум. Frasin) — село у повіті Горж в Румунії. Входить до складу комуни Владімір.
Село розташоване на відстані 207 км на захід від Бухареста, 31 км на південний схід від Тиргу-Жіу, 59 км на північ від Крайови.

## Населення
За даними перепису населення 2002 року у селі проживали 822 особи, усі — румуни. Усі жителі села рідною мовою назвали румунську.